# 早田川 (岐阜県)
早田川（そうでんがわ）は、岐阜県岐阜市を流れる木曽川水系の一級河川。伊自良川・長良川を経て伊勢湾に至る木曽川の三次支川。

## 概要

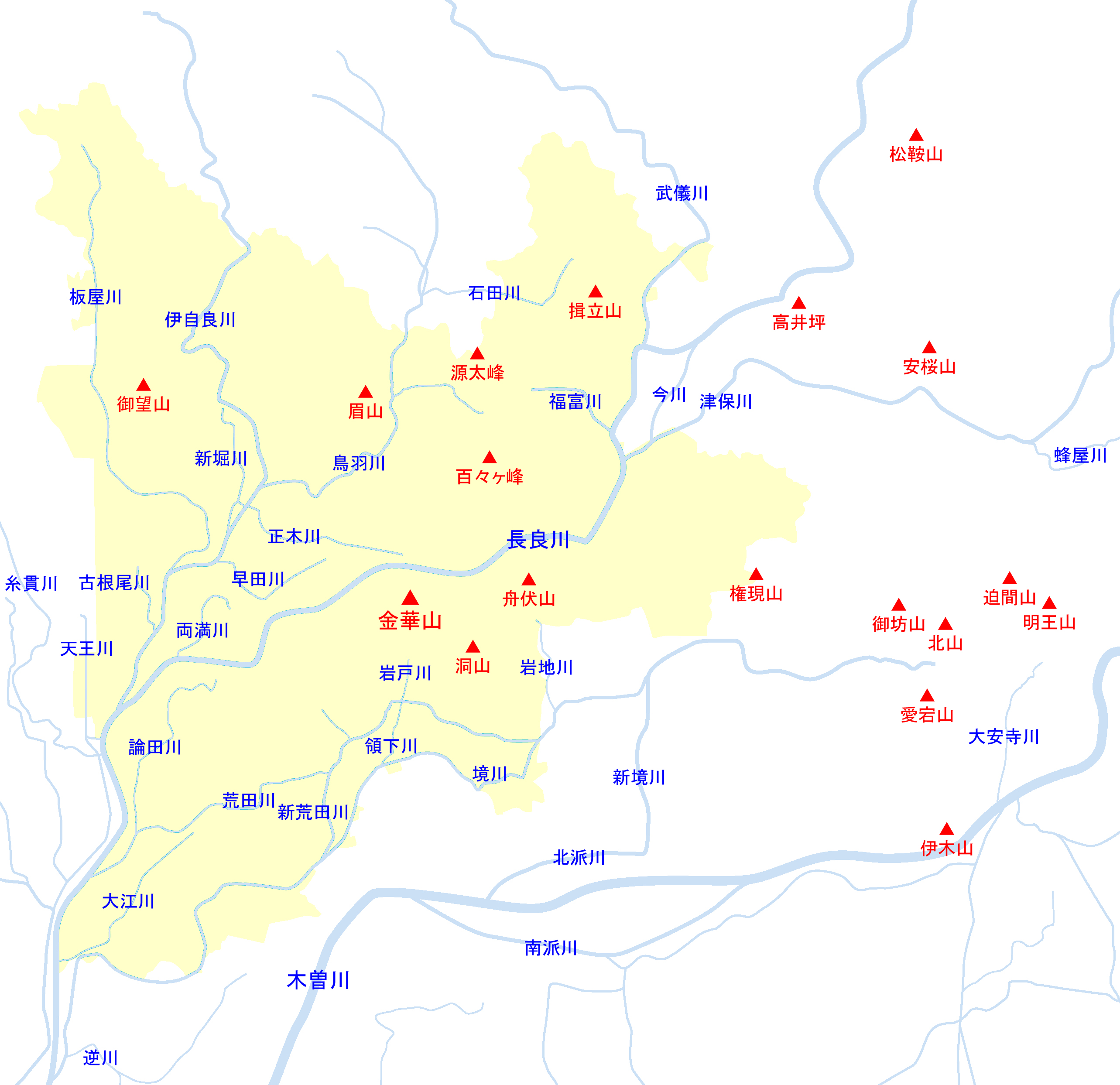
岐阜市周辺主要河川の位置関係図

岐阜県岐阜市福光無番地先（岐阜メモリアルセンター付近）に源を発し、同市則武西で伊自良川に注ぐ。河川延長3,450m、長良川の支川である伊自良川（一次支川）の支川（二次支川）で、流域面積2.0km2。
1939年（昭和14年）に完成した長良川改修工事によって締め切られるまで、現在の早田川の流域には長良川の分派川の1つが流れた。この分派川について宝永2年（1705年）の『長良川通堤色分絵図』には「元中大川」の記述があり、同じく分派川の正木川を「長良古川」としている。長良川改修工事の際には早田川を「長良古川」、正木川を「長良古々川」と呼称したが、流路の出現順から考えると逆とすべきとの指摘もある。
右岸は方県郡、左岸は厚見郡で両郡の郡境となっていた。

## 歴史
前述のとおり古い河道の河川名については異説があるが、本節では早田川を「長良古川」、正木川を「長良古々川」と呼称することとする。
天文3年9月6日（1534年10月13日）の大洪水で、厚見郡早田村字馬場の井水口が破堤して新川（井川、現・長良川）が形成されると、長良古川は井川と共に長良川の水を流してその本流となった。慶長13年（1608年）、黒野藩藩主・加藤左衛門尉貞泰は、領内の治水事業として則武村の天神社（新田天満宮）から長良村崇福寺に至る長良古川右岸に堤防（尉殿堤）を築いたが、直後の慶長16年8月12日（1611年9月18日）の洪水で、崇福寺前で堤防の東半分が決壊して川となり、次いで慶長19年7月（1614年8月）の洪水で更に同所が決壊し、鷺山村、正木村の南を流れる新川（後の長良古々川）が形成された。
こうして長良川の河道が大きく変わって長良古々川が本流となるものの、漸次その河道が埋まるようになり、元禄、寛永の頃には水は主に井川に流れるようになった。寛永13年8月6日（1636年9月5日）の洪水で井川が本流筋になると、長良古川と長良古々川には洪水の時にのみ分流することとなった。平常時は長良古々川は枯れていることが多く、長良古川も河川敷の一部を桑畑として利用していたが、大雨で洪水になると長良古川や長良古々川に濁流となって流れ込み、時には堤防を乗り越えたり破堤して氾濫し、家や田畑に甚大な被害を与えた。そのため河川周辺は河原や荒地が広がっていた。
1921年（大正10年）に始まる内務省木曽川上流改修工事の一環として1933年（昭和8年）から長良古川・長良古々川の分派口締め切り工事が行われ、1939年（昭和14年）3月31日に竣功。改修工事で得られた50余万坪（約160ha）の河川堤敷は1948年（昭和23年）12月28日付岐阜県公示第580号により廃川敷処分となったが、旧河道の一部は残されて現在の早田川と正木川になった。

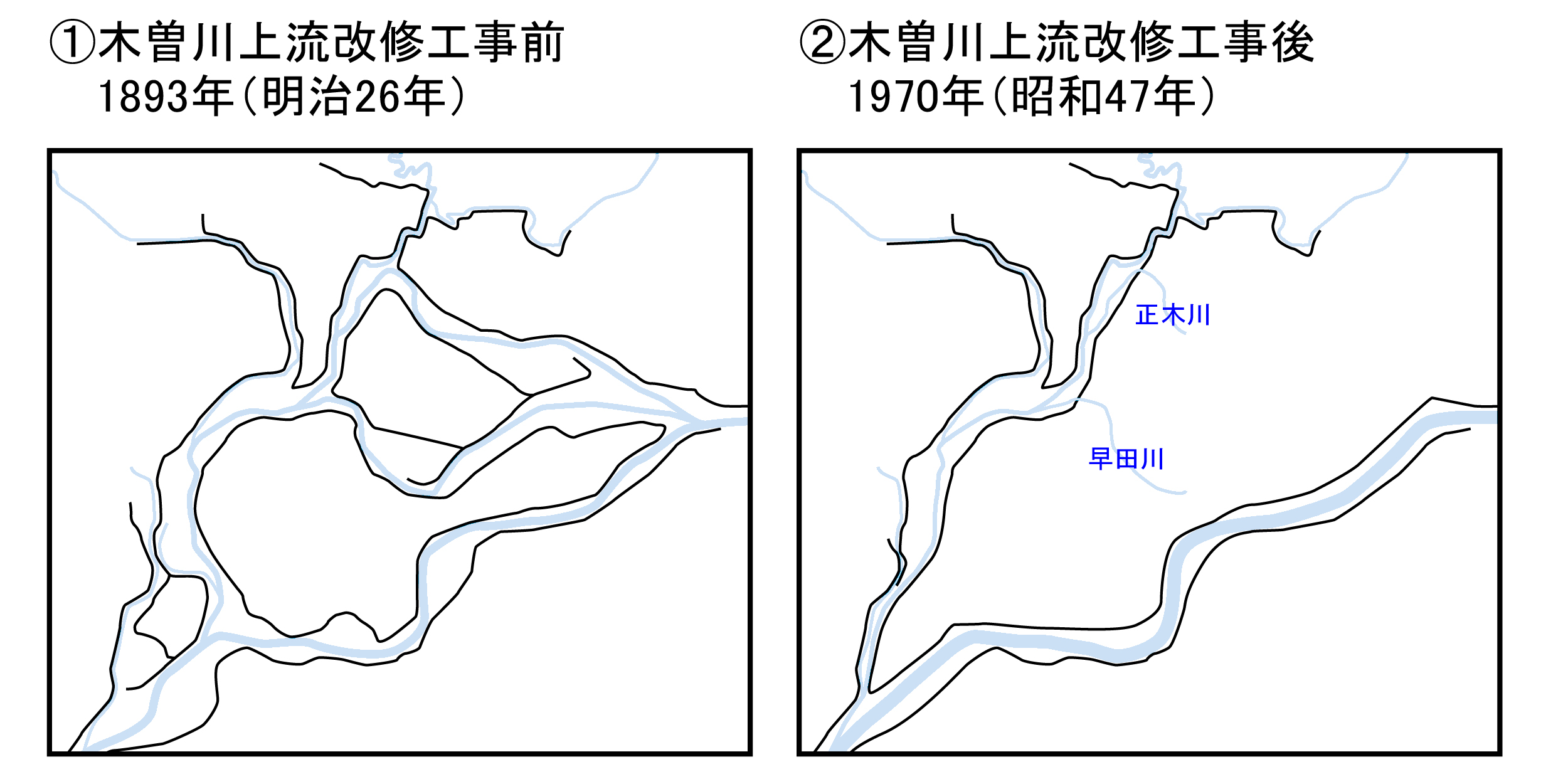
木曽川上流改修工事の前後比較

1944年（昭和19年）6月1日 、長良古川の旧河川敷に岐阜市立中学校（現・岐阜県立岐阜北高等学校）が移転、その後も岐阜市立女子短期大学（2000年に一日市場北町へ移転）、岐阜県立岐阜商業高等学校、岐阜市立伊奈波中学校（2012年3月閉校）、岐阜市立明郷中学校（2012年3月閉校）、岐阜市立島中学校、岐阜市立早田小学校、岐阜市立城西小学校等の学校施設が設置された。また、第20回国民体育大会の開催に際して岐阜県総合運動場（現・岐阜メモリアルセンター）が整備された。また、土地区画整理事業で日光町・大福町に新興住宅地が造成され、県営近の島住宅、中部電力近の島アパート等の住宅団地も建設された。
1965年（昭和40年）の昭和40年3月24日政令第43号で木曾川水系が一級水系に指定され、同時に木曾川水系に属する210河川（当河川を含む）が一級河川に指定された。

## 施設
1961年（昭和36年）の昭和36年梅雨前線豪雨で、伊自良川の水位上昇により伊自良川に合流する各支川は内水排除が困難となったため、内水対策事業として1976年（昭和51年）に「早田川排水機場」が伊自良川との合流点に新設された。
1984年（昭和59年）、岐阜市学園町1丁目地内（早田西公園内）に洪水時の遊水池としての機能を果たす河川公園「早田川コミュニティ水路」が整備された。財団法人リバーフロント整備センター（現・公益財団法人リバーフロント研究所）開催の「人と自然に優しい川づくり大賞」優秀賞を受賞。
また、岐阜市早田本町三丁目付近の早田川に危険管理型水位計が設置されており、水位の情報が「川の水位情報 危険管理型水位計」及び「岐阜県川の防災情報 ウェブサイト」で公開されている。

## 流路
源流部付近は暗渠になっており、中部電力鷺山変電所付近で開渠となる。しばらく西流して早田西公園内の河川公園「早田川コミュニティ水路」に繋がった後、岐阜商業高等学校、岐阜北高等学校、岐阜清流中学校のグラウンドに沿って西流を続け、光公園付近から川幅を若干広げて南西方向に住宅地を西流する。白菊町一丁目付近で西北西へと向きを変え、白菊町二丁目の神明神社付近で北西へと向きを変える。岐阜県道77号岐阜環状線を越えると北北西に流路を変え、城西小学校グラウンドに隣接する親水公園（遊水地）付近で西向きへ流路を変えた後「早田川排水機場」へ至り、伊自良川と合流する。